# Маршалл, Боб (лесничий)
Ро́берт (Боб) Ма́ршалл (англ. Robert Bob Marshall; 2 января 1901 — 11 ноября 1939) — американский лесничий, учёный-ботаник, путешественник, альпинист, писатель и общественный деятель, выступавший за сохранение нетронутой дикой природы. Доктор философии в области физиологии растений.
С юности занимался скалолазанием. Часто бывал на хребте Адирондак. Совместно с двумя другими альпинистами совершил несколько первовосхождений; эти трое стали первыми людьми, побывавшими на всех 46 высотных пиках этого горного массива (Adirondack Forty-Sixers). Бывал и на заполярном хребте Брукс на Аляске. Об этих путешествиях он написал множество статей и несколько книг, в том числе бестселлер 1933 года «Арктическая деревня».
Работал в Лесной службе США (1925—1928, 1932—1939), в том числе главным лесоводом Бюро по делам индейцев (с 1933 по 1937 год) и начальником рекреационного управления. После смерти отца в 1929 году получил богатое наследство и организовал экспедиции на Аляску и в другие дикие места.
Активно способствовал разработке и принятию природоохранных нормативно-правовых актов, запрещающих строительство дорог на обширных федеральных особо охраняемых природных территориях. В 1935 году стал одним из основателей общественной экологической организации The Wilderness Society и главным её спонсором. Также поддерживал идеи социализма и прав человека. Почти всё своё состояние он завещал на экологические благотворительные цели. Основанное им Wilderness Society продолжало действовать и через 25 лет добилось принятия Закона о дикой природе.
Сегодня Боб Маршалл считается одним из основных инициаторов движения в поддержку дикой природы в США. В его честь названы несколько географических объектов, в том числе заповедник Bob Marshall Wilderness в штате Монтана и гора Маршалл на хребте Адирондак.

## Детство и юность
Боб Маршалл родился 2 января 1901 года в Нью-Йорке, был третьим из четырёх детей в семье. Отец — Луис Маршалл (1856—1929), мать — Флоренс Маршалл (в девичества Ловенштейн) (Florence (née Lowenstein) Marshall) (1873—1916). Луис Маршалл происходил из еврейской семьи эмигрантов из Баварии, стал известным юристом, признанным специалистом по конституционному и гражданскому праву, защитником прав меньшинств. Семья переехала в город Сиракьюс штата Нью-Йорк, где Луис Маршалл стал одним из самых активных членов местной еврейской общины и сооснователем Американского еврейского комитета. В 1891 году он был участником национальной делегации, добивавшейся от федеральных властей США принятия мер в связи с преследованиями евреев в России. Мать Боба, Флоренс, была домохозяйкой, но занималась также обучением молодых еврейских женщин и работой в нескольких еврейских благотворительных организациях.
Как натуралист-любитель и защитник дикой природы, Луис Маршалл добивался охранного статуса «дикие навсегда» (англ. forever wild) для лесных территорий Adirondack и Catskill в штате Нью-Йорк. Помогал созданию Нью-Йоркского лесного колледжа при Сиракузском университете (ныне Колледж охраны окружающей среды и лесного дела Нью-Йоркского государственного университета  — SUNY-ESF).
До 1919 года юный Боб Маршалл учился в нью-йоркской частной школе Ethical Culture Fieldston School, основанной известным профессором Феликсом Адлером. В этой школе уделялось повышенное внимание развитию независимого мышления и социальной справедливости.

## Походы на Адирондак и учёба в Лесном колледже

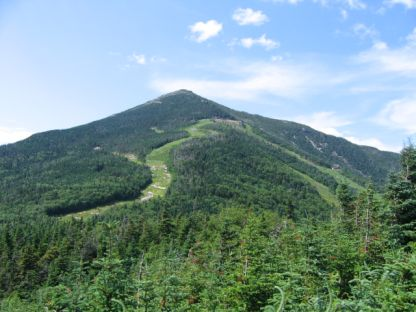
Гора Уайтфейс в штате Нью-Йорк. Боб Маршалл впервые поднялся на её вершину в 1918 году

Боб Маршалл уже с раннего детства часто бывал в различных диких местах. На хребет Адирондак он впервые попал ещё в шестимесячном возрасте вместе с родителями, которые туда ездили каждое лето на протяжении 25 лет; став взрослым, Боб Маршалл много раз туда ездил сам. Героями его детства стали исследователи Луизианы Мериуэзер Льюис и Уильям Кларк, а также Верпланк Колвин, который после войны Севера и Юга десять лет выживал в лесах на севере штата Нью-Йорк.
Младший брат Боба Джордж Маршалл (1904—2000) позже писал об их поездке в летний лагерь «Кноллвуд-клуба» на берегу озера Нижний Саранак в парке Адирондак, что тогда они «вошли в мир свободы и неформальности, живых растений и огромных просторов, свежей зелени и бодрящей синевы, стройных сосен и нежных розовых линней, оленей и комаров, рыбацких и охотничьих лодок и долгих переходов через лесные дебри».
Маршалл оставил много путевых заметок, иллюстрированных фотографиями и дополненных статистическими данными. В 1915 году он поднялся на свой первый пик Адирондака — вершину горы Амперсанд (1022 м над уровнем моря). С ним были его брат Джордж и друг семьи Герб Кларк (Herb Clark), работавший проводником в Саранак-Лейке. Кларк сопровождал их и в других дальних походах, обучал ориентированию в лесу и управлению лодками.
В 1921 году Боб, Джордж и Герб стали первыми альпинистами, побывавшими на всех 42 вершинах Адирондака, расположенных, согласно тогдашним измерениям, на высоте свыше 1200 метров над уровнем моря; некоторые из тех восхождений оказались первовосхождениями. В 1924 году эти же трое альпинистов стали первыми, кто покорил все 46 пиков хребта Адирондак.
После окончания Ethical Culture School Боб Маршалл год проучился в Колумбийском университете, затем в 1920 году перевёлся в Нью-Йоркский государственный лесной колледж при Сиракузском университете. Ещё в подростковом возрасте Боб решил, что хочет быть лесником, потому что любил деревья и уединение и не хотел провести большую часть жизни в душном офисе в переполненном городе. И в Сиракьюсе он какое-то время чувствовал себе несчастным и одиноким, однако учился хорошо и был известен своей индивидуальностью: одноклассник Маршалла писал о нём, что Боб «всегда делал что-то такое, что никто другой даже не думал делать. Он всегда ценил эти вещи — пики Адирондака, его лучшие дни с Джорджем и десятки других». В лесном колледже Маршалл вступил в студенческое братство «Альфа Кси Сигма» и в спортивную команду, занимался лакроссом и легкоатлетическим кроссом. К середине учёбы Маршалл стал лидером своего класса, был избран классным секретарём и помощником редактора издаваемого колледжем ежегодника Empire Forester.

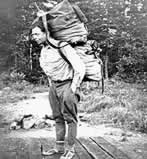
Боб Маршалл в походе

В 1920-е годы Маршалл заинтересовался развитием туризма и отдыха на Адирондаке. В 1922 году он стал одним из основателей Адирондакского горного клуба — организации, занимавшейся обучением туристов, созданием и обустройством туристских троп. В том же году он составил 38-страничный путеводитель «Высокие пики Адирондака» (англ. The High Peaks of the Adirondacks) по опыту собственных первопроходческих исследований этой горной местности.
В 1924 году Боб Маршалл получил степень бакалавра лесохозяйственных наук (magna cum laude), заняв четвёртое из 59 мест в Лесном колледже. В ежегоднике студентов старших курсов осталась запись о нём как о «непревзойдённом чемпионе среди „прудовых гончих“, парне, помешанном на статистике и подъёмах на горные вершины, мальчишке, готовом пройти пять миль [8 км], чтобы затем побродить по мелководью. Человеку, связанному с Бобом цепью Гунтера, придётся побегать, промокнуть, а скорей всего — и то, и другое».
В 1925 году Боб Маршалл получил в Гарвардском университете степень магистра лесохозяйственных наук.

## Лесная служба. Аляска
С 1925 по 1928 год Боб Маршалл работал в Лесной службе США. Он хотел работать на Аляске, но поначалу был направлен на Экспериментальную станцию Северных Скалистых гор (англ. Northern Rocky Mountain Experimental Station), расположенную близ города Мизула штата Монтана. Тема научного исследования, которым Маршалл занимался на станции — восстановление леса после пожара. Ему пришлось не только исследовать, но и самому бороться с огнём, когда после июльской грозы возникло более 150 очагов возгорания в национальном лесу Каниксу в штате Айдахо. Ещё ему было поручено заниматься подготовкой и обеспечением одной из команд Лесной службы. Как он сам потом рассказывал, в то время ему приходилось работать по 18—20 часов в день — табельщиком, начальником склада, начальником лагеря, инспектором линии огня. Маршаллу пришлось проводить много времени с пожарными и лесорубами и хорошо ознакомиться с тем, в каких условиях они работают и какова реальная ситуация в деле использования природных ресурсов. Увидев во время пребывания на станции, в каких небезопасных условиях труда приходится работать не только пожарным и лесорубам, но и многим другим американским рабочим, Боб Маршалл стал сторонником либеральных и социалистических идей.

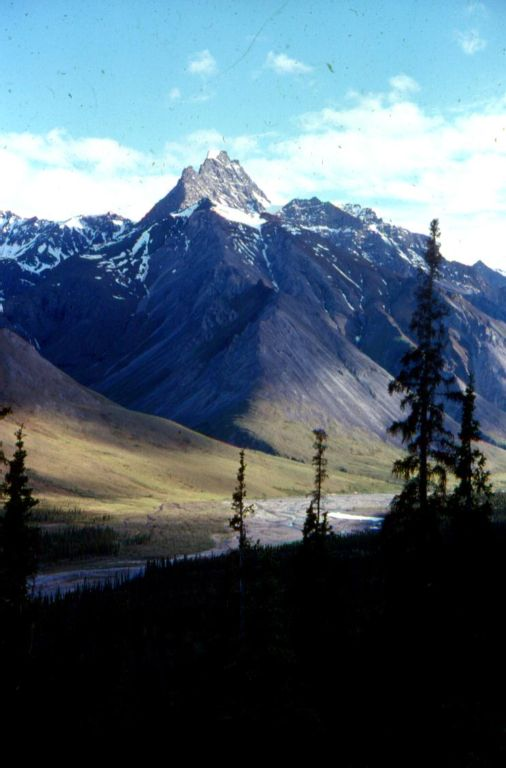
Гора Дунерак, одна из высочайших вершин хребта Брукс на Аляске

В 1928 году Боб Маршалл ушёл из Лесной службы, чтобы вернуться к научной работе и завершить свою диссертацию доктора философии в области патологии растений (эту учёную степень он получил в Университете Джонса Хопкинса). В следующем году он отправился в своё первое путешествие на Аляску, побывал в верховьях реки Коюкук и на среднем Бруксе, готовясь туда вернуться позже на более длительное время для продолжения исследований. Научной целью поездки было изучение роста деревьев на северной границе леса вблизи арктического континентального раздела.

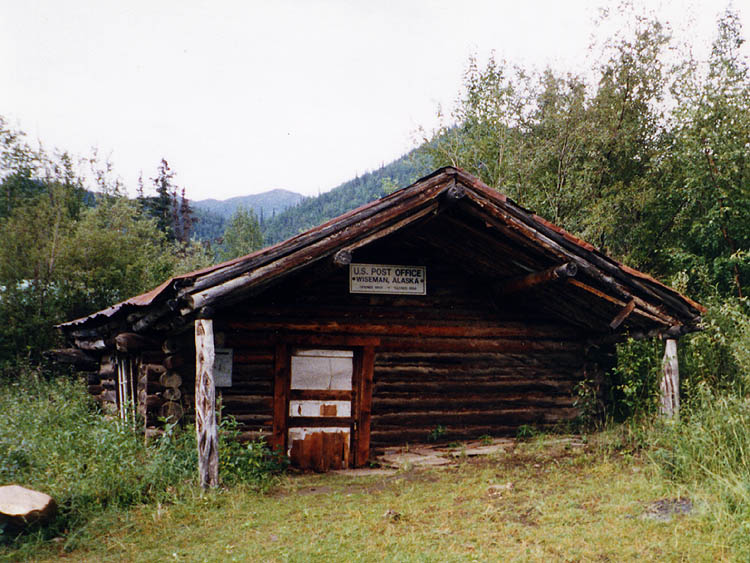
Почтовая станция в Уайзмене

15 месяцев подряд Боб Маршалл прожил в маленьком посёлке Уайзмен, где он снимал комнатку на единственной в деревне почтовой станции. Убранство комнаты состояло из письменного стола, фонографа, книг и записей. Стол Маршалл поставил у единственного в комнате окна, из которого открывался потрясающий вид: излучина реки Коюкук, а за нею — заснеженные вершины хребта Брукс. Маршалл буквально влюбился в эти горы и вообще в природу Аляски. Он стал одним из первых исследователей гор центрального Брукса и первым, кто изучал верховье северного рукава реки Коюкук и дошёл до истока реки у самых Врат Арктики — так он назвал это ущелье между пиками Бореаль (англ. Boreal Mtn.; 1943 м над у.м.) и Фригид Крагс (англ. Frigid Crags; 1677 м).
Отец Боба Маршалла умер 11 сентября 1929 года в Цюрихе, мать умерла от рака ещё раньше, в 1916 году. Четверо детей, в том числе и Боб, унаследовали большую часть отцовского состояния, составлявшего несколько миллионов тогдашних долларов США. Но и получив такое наследство, Боб Маршалл продолжал работать до конца жизни, а значительную часть тех денег использовал для поддержки The Wilderness Society (в ранние годы эта экологическая организация существовала в основном за его счёт) и для проведения своих исследований и экспедиций.
Степень доктора философии Боб Маршалл получил в 1930 году. Тема его диссертации — «Экспериментальное изучение взаимодействия сеянцев хвойных деревьев и воды, с особым вниманием к увяданию» (англ. An Experimental Study of the Water Relations of Seedling Conifers with Special Reference to Wilting). Его научным руководителем был доктор Бёртон Эдвард Ливингстон из Лаборатории физиологии растений Университета Джонса Хопкинса.
В феврале 1930 года Маршалл наконец смог опубликовать в журнале Scientific Monthly свою статью «Проблема дикой природы» (англ. The Problem of the Wilderness) после того, как четыре журнала ему отказали. В этой статье получили своё развитие и обобщение более ранние научные работы Боба Маршалла, в том числе «Дикая природа как часть прав меньшинств» (англ. The Wilderness as a Minority Right), и она считается одной из важнейших в научном творчестве автора, а также одной из фундаментальных в области природоохранных наук. В работах Маршалла изложены не только важнейшие результаты его исследований диких лесов Америки, но и основы биоцентрической системы ценностей, в которой дикая природа ценна сама по себе, а не только как ресурс для людей. Маршалл утверждал, что дикую природу следует безусловно сохранить не только из-за её уникальных эстетических качеств, но ещё и потому, что она даёт возможность испытать приключения тем, кто к ней приходит. «Есть лишь одна надежда на отражение тиранических амбиций цивилизации, стремящейся завоевать каждую нишу на всей Земле — писал Маршалл. — Эта надежда — организация активных людей, которые будут бороться за свободу дикой природы». «Проблема дикой природы» стала призывом к действию, одной из самых цитируемых работ по этой теме, и уже в конце XX века исследователи истории охраны природы оценили её как основополагающую.
В июле 1930 года братья Боб и Джордж Маршалл сумели за один день побывать на девяти горных пиках Адирондака, установив новый альпинистский рекорд.
В августе 1930 года Маршалл вернулся на Аляску. Он планировал продолжить исследование хребта Брукс и произрастающих там лесов; интересовала его также жизнь и проблемы людей из Уайзмена — посёлка у края Арктики. Он описывал эту деревню в 200 милях к северу от Фэрбанкса как «самую счастливую из всех цивилизаций, которые мне известны». Маршалл подружился со многими местными жителями и записал в подробностях тысячи часов разговоров с ними. Некоторых из них (в основном холостых мужчин) он даже убедил пройти тесты на интеллектуальное развитие. Маршалл проводил статистические исследования всех сторон жизни жителей Уайзмена: от уровня доходов и экономического положения до диеты и даже сексуальных привычек. На сбор и обработку всех этих данных ушло чуть более года — с конца августа 1930-го до начала сентября 1931-го. По результатам этого исследования и предыдущей поездки на Аляску Боб Маршалл написал книгу «Арктическая деревня» — социологическое исследование жизни людей, живущих среди дикой природы. Книга вышла в свет в 1933 году, была принята к распространению известным литературным клубом Literary Guild и стала бестселлером. Своими гонорарами за эту книгу Маршалл поделился с жителями Уайзмена.

## Писательская и общественная деятельность
В конце сентября 1931 года Боб Маршалл вернулся на Восточное побережье США. Кроме «Арктической деревни», он написал множество статей по американскому лесному делу и опубликовал некоторые из них. Маршалл, обеспокоенный тем, что в то время мало кто уделял внимание проблеме обезлесивания и было очень мало опубликованных работ по этой проблеме, написал об этом письмо-обращение к президенту «Американской лесной ассоциации» Джорджу Д. Пратту (George D. Pratt). Также Боб Маршалл поспособствовал установке памятника своему отцу Луису в лесном колледже в Сиракьюсе, выступал в разных городах с лекциями, где рассказывал о своих путешествиях и об охране дикой природы.
Вскоре Маршалл получил приглашение от Эрла Клаппа (англ. Earle Clapp), главы Исследовательского подразделения Лесной службы США (Forest Service's Branch of Research). Тот предложил ему вернуться на работу в Лесную службу, чтобы провести крайне необходимые реформы управления лесоперерабатывающей промышленностью и разработать единую концепцию управления лесами на федеральном уровне. Маршалл принял это предложение и в сентябре 1932 года переехал в Вашингтон. На новой должности он составил несколько планов восстановления лесов, а также сразу занялся составлением списка оставшихся бездорожных местностей США. Он отослал эти данные в региональные лесничества, убеждая их оставить эти территории дикой природе, но безрезультатно. В то же время Боб Маршалл написал работу, которая стала известна как «Доклад Копеланда» — три огромные главы в двух томах, всего 1677 страниц. Сам Маршалл считал эту работу лучшим из всего, что он сделал до сих пор в области лесного хозяйства.
В 1932—1933 годах, в разгар Великой депрессии, Маршалл начал считать себя социалистом. Он тогда заявил корреспонденту: «Я вполне искренне желаю, чтобы социализм наступил немедленно, а свободное предпринимательство было ликвидировано». Маршалл стал активным членом «Лиги безработных жильцов округа Колумбия» (англ. Tenants Unemployed League of the District of Columbia), помогавшей безработным в решении жилищных проблем. Позднее он выступал против сокращения федерального финансирования научных исследований. Также Маршалл был председателем вашингтонской ячейки «Американского союза защиты гражданских свобод». За участие в демонстрации в марте 1933 года он был ненадолго арестован.
Но и о природоохранной деятельности Маршалл не забывал. В начале 1930-х он вступил также в «Ассоциацию национальных парков», со временем стал членом её правления и продолжал общественную борьбу за сохранение дикой природы и национальных парков.
В 1933 году Маршалл опубликовал другую свою известную работу: «Народные леса» (англ. The People's Forests), в которой выступал за «социализацию» лесопромышленных участков. Он считал, что общественная собственность на эти участки леса — это «лучший способ обеспечить как устойчивость лесоперерабатывающей промышленности, так и сохранение дикой природы».
В августе 1933 года Маршалл был назначен на должность директора Лесного подразделения (Forestry Division) Бюро по делам индейцев, в которой он проработал следующие четыре года. Тогда это бюро управляло природными ресурсами многих индейских резерваций, могло разрешить или не разрешить рубку леса или другую хозяйственную деятельность на территориях резерваций; индейские племена добились самостоятельности и контроля на природными ресурсами своих земель позже. Маршалл буквально осаждал правительственных служащих письмами, телефонными звонками и визитами, стал самым известным в Вашингтоне борцом за дикую природу. Одной из последних его инициатив в этой должности главного лесничего БДИ было предложение сделать территорию индейской резервации (19 425 км2) «дикой навсегда» или хотя бы «бездорожной», находящейся в федеральном ведении. Вскоре 16 территорий действительно были сделаны заповедными, но это произошло уже после того, как Маршалл перешёл с работы в БДИ обратно в Лесную службу США.
Маршалл, обеспокоенный продолжающимся наступлением цивилизации на природу, написал тогда:

Звуки леса полностью уничтожены рёвом мотора. Запахи сосновых иголок и цветов, трав и свежевскопанной земли, и все остальные тонкие ароматы леса потонули в бензиновом смраде. Потеряны ощущения дуновения ветра в лицо и мягкой почвы под ногами.
Оригинальный текст (англ.)The sounds of the forest are entirely obliterated by the roar of the motor. The smell of pine needles and flowers and herbs and freshly turned dirt and all the other delicate odors of the forest are drowned in the stench of gasoline. The feeling of wind blowing in the face and of soft ground under foot are all lost.

## The Wilderness Society

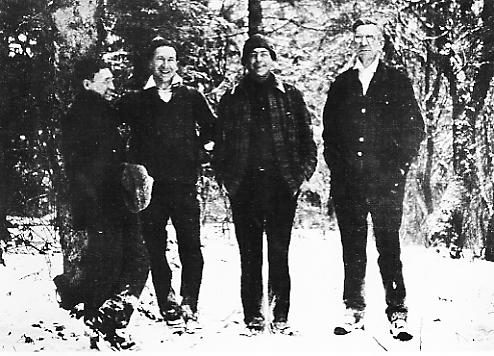
Основатели The Wilderness Society: Бернард Фрэнк, Харви Брум, Боб Маршалл и Бентон Маккей. 26 января 1936 года, Грейт-Смоки-Маунтинс.

В 1934 Маршалл приехал в город Ноксвилл (штат Теннесси), где встретился с региональным плановиком Бентоном Маккеем, поддержавшим проект обустройства Аппалачской тропы. К ним присоединился Харви Брум, юрист из Ноксвилла, и они решили заняться созданием организации по охране дикой природы. Ещё один лесничий — Бернард Фрэнк — присоединился к ним позднее в том же году. Они разослали единомышленникам «Приглашение помочь создать группу для сохранения дикой природы Америки» (англ. Invitation to Help Organize a Group to Preserve the American Wilderness), потому что считали, что в стране уже есть стремление защитить оставшуюся дикую природу от наступления механизированной цивилизации и что серьёзные люди понимают, что природа важнее роскоши и модных игрушек.
21 января 1935 года оргкомитет выпустил буклет, в котором объявил о создании общества The Wilderness Society с целью остановить вторжение на территории нетронутой природы, сохранить её эмоциональную, интеллектуальную, научную ценность. На должность президента общества был приглашён Альдо Леопольд, но потом его сменил Роберт Стерлинг Ярд. Большую часть денег на нужды общества давал Боб Маршалл, начиная с первого анонимного пожертвования в размере 1000 долларов. Его брат Джордж также активно участвовал в деятельности The Wilderness Society.
Томас Генри Уоткинс (англ. T. H. Watkins, который позднее был редактором журнала Wilderness, выпускаемого этой организацией, уже в 1985 году, к 50-летнему юбилею The Wilderness Society, написал, что до её основания и деятельности Маршалла не существовало серьёзных движений за ООПТ, и лично Роберт Маршалл сделал для сохранения территорий дикой природы больше, чем кто бы то ни было в истории.

## Дальнейшая жизнь и смерть
Последние годы жизни Боба Маршалла были плодотворными. В мае 1937 года он стал директором Подразделения рекреации и земель Лесной службы (англ. Forest Service's Division of Recreation and Lands). В следующие два года Маршалл работал над двумя основными проектами: расширением рекреационных возможностей для людей с невысоким уровнем дохода (с предотвращением дискриминации этнических меньшинств) и созданием новых заповедных территорий в национальных лесах. Его биограф Джеймс Гловер (англ. James Glover) утверждает, что Боб Маршалл, вероятно, был первым высокопоставленным служащим США, который всерьёз боролся с этнической дискриминацией в рекреационных правилах Лесной службы в те времена, когда расовая сегрегация в общественных местах была установлена законами южных штатов и некоторых других штатов. В это же время Маршалл продолжал финансово поддерживать и The Wilderness Society, и ещё некоторые правозащитные, профсоюзные и социалистические организации.
В августе 1938 года Маршалл отправился в своё последнее путешествие на Аляску, чтобы продолжить исследования хребта Брукс. Тогда же им заинтересовалась Комиссия по расследованию антиамериканской деятельности Палаты представителей США. Эта комиссия сообщила в газете New York Times о том, что восемь федеральных чиновников, включая Маршалла, являются пособниками коммунистов, поскольку поддерживают контакты с такими организациями, как «Альянс рабочих» (англ. Workers Alliance) и «Американская лига за мир и демократию». Маршалл же был слишком занят в путешествиях, чтобы отвечать на эти обвинения: после Аляски он отправился в штат Вашингтон, затем в Монтану, Орегон, Неваду, Юту, Аризону, Нью-Мексико и Калифорнию. В следующем году он ещё один последний раз ненадолго приехал на Аляску, совершил путешествие по западным национальным лесам, изучая возможности лесной рекреации.
В сентябре 1939 года, когда Маршалл был в штате Вашингтон, Лесная служба издала два распоряжения (U-1 и U2). Эти распоряжения, запрещающие строительство дорог на территориях дикой природы, были подготовлены комитетом Лесной службы под руководством Маршалла, подписаны Секретарём сельского хозяйства (англ. Secretary of Agriculture) и вступили в силу.

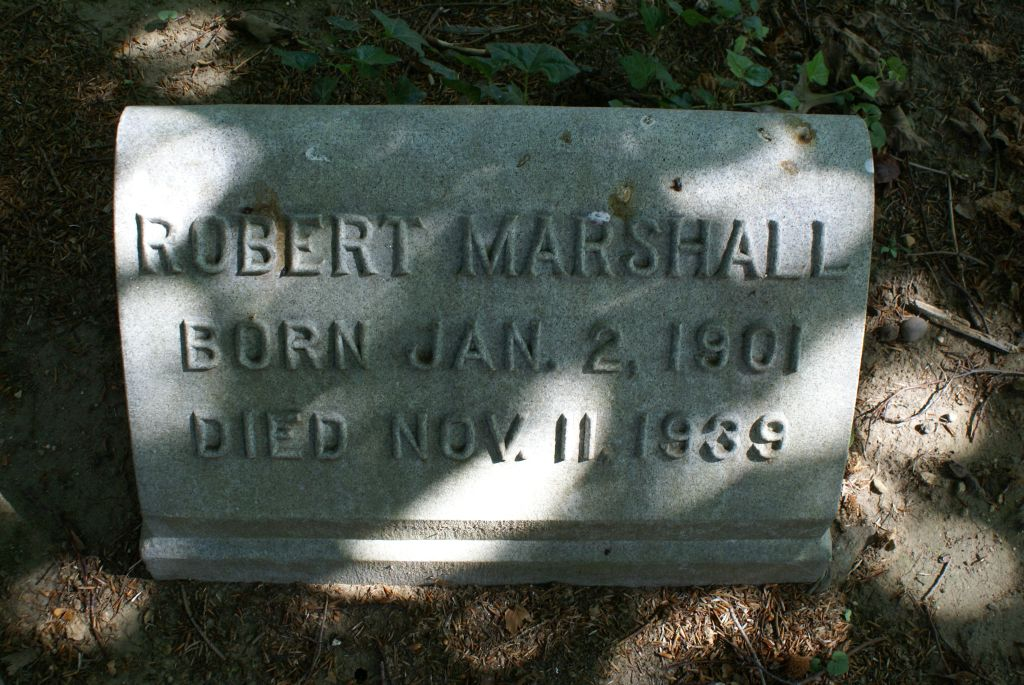
Памятный камень Бобу Маршаллу

Боб Маршалл умер 11 ноября 1939 года в полночном поезде «Вашингтон — Нью-Йорк», по-видимому, от сердечной недостаточности. Ему было 38 лет. Эта внезапная смерть шокировала многих: ведь Боб Маршалл был ещё довольно молод и вёл активный образ жизни со значительными физическими нагрузками. Его брат Джордж (проживший 96 лет) говорил: «Смерть Боба расстроила меня и стала самым травматичным событием в моей жизни». Маршалл похоронен на еврейском кладбище Салем-Филдс в Бруклине, рядом с родителями и сестрой Рут Маршалл (в замужестве Билликопф), которая тоже умерла рано — в 39 лет от рака.

## Наследие и память

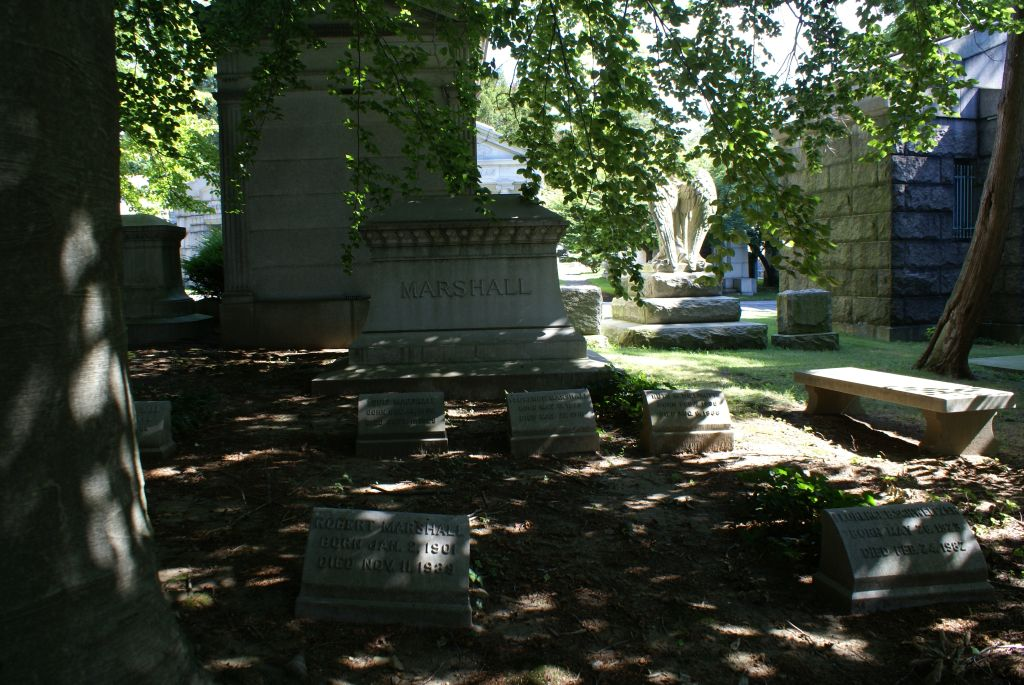
Семейное захоронение Маршаллов

Боб Маршалл не был женат и почти всё своё состояние (1,5 млн. долларов США 1938 года — эквивалентно 26 млн. долларов 2017 года) завещал передать на поддержку трёх важнейших для него ценностей: социализма, гражданских свобод и сохранения дикой природы. Для этого им были учреждены три фонда. Первый получил половину состояния Маршалла и занимался преподаванием «теории производства для использования, а не для прибыли»; второй получил четверть для использования в целях «защиты и продвижения идей гражданских свобод»; и ещё четверть получил третий, впоследствии названный Robert Marshall Wilderness Fund, которому была поставлена задача «сохранения диких природных условий в Америке». В последний фонд свои вклады позже сделали Роберт Стерлинг Ярд, Джордж Маршалл, Ирвинг Кларк, Олаус Мюри и Билл Зиммерман — первые руководители The Wilderness Society. Ещё 10 000 $ Боб Маршалл завещал своему старому другу, проводнику и попутчику Гербу Кларку.
Книга Боба Маршалла «Дикая Аляска: исследование центрального хребта Брукс» (англ. Alaska Wilderness, Exploring the Central Brooks Range) была издана через много лет после смерти автора, в 1956 году, под редакцией Джорджа Маршалла. Она тоже стала популярной и значимой и способствовала созданию национального парка Гейтс-оф-те-Арктик. Исследования Адирондака были опубликованы ещё позже, только в 2006 году, в антологии «Боб Маршалл на Адирондаке: записки горовосходителя, прыгуна через пруды и защитника дикой природы» (Bob Marshall in the Adirondacks: Writings of a Pioneering Peak-Bagger, Pond-Hopper and Wilderness Preservationist), выпущенной издательством Lost Pond Press под редакцией Фила Брауна (Phil Brown), редактора новостного журнала Adirondack Explorer. По утверждению издательства, в этой книге «множество описаний его походов на Высокие Пики и в огромный дикий регион к югу от озера Кранберри, пламенные выступления в защиту дикого навсегда заповедного леса штата, очаровательный портрет Герба Кларка и выдержки из неопубликованного романа, действие которого частично разворачивается в Адирондаке».

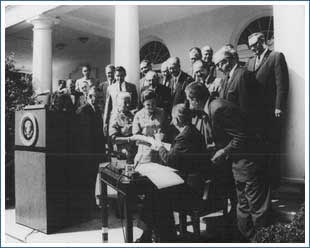
Президент США Линдон Джонсон подписывает «Закон о дикой природе». 1964 год

Со дня своего основания The Wilderness Society поспособствовало принятию многих нормативно-правовых актов в сфере охраны государственных природных территорий. Эта организация также выкупала земельные участки у частных владельцев, чтобы создавать на них особо охраняемые природные территории; всего было выкуплено 421 000 км² земли. Мечта Боба Маршалла о законе, обеспечивающем постоянную неотменяемую охрану дикой природы на этих территориях, сбылась через 25 лет после его смерти — 3 сентября 1964 года в Розовом Саду Белого Дома Президент США Линдон Джонсон подписал федеральный «Закон о дикой природе». На этой церемонии присутствовали Элис Занисер (Alice Zahniser) и Марди Мюри, вдовы двух знаменитых членов The Wilderness Society.
Текст «Закона о дикой природе» был написан Говардом Занисером. Закон уполномочивал Конгресс США создать в национальных лесах, национальных парках, национальных заповедниках и на других федеральных землях особо охраняемые территории со статусом «дикие навсегда» общей площадью в девять миллионов акров. На таких территориях любая хозяйственная деятельность человека запрещалась полностью и навсегда, чтобы дикая природа сохранилась максимально нетронутой. Кроме «диких навсегда», закон предусматривал создание ООПТ с менее строгим охранным статусом: «сохранение дикой природы» англ. wilderness for preservation.
В этом же законе впервые в истории США было дано юридическое определение понятия «дикая природа» (wilderness) — определение, предложенное Маршаллом и его современниками:

… в отличие от тех участков земли, где человек и то, что создано человеком, доминирует над ландшафтом, [дикая природа] здесь понимается как территория, где человек не мешает [существовать само́й] земле и сообществу организмов, живущих на ней, и где сам человек является гостем и не остаётся [там жить].
Оригинальный текст (англ.)in contrast with those areas where man and his own works dominate the landscape, [wilderness] is hereby recognized as an area where the earth and its community of life are untrammeled by man, where man himself is a visitor who does not remain.

Принятие «Закона о дикой природе» стало важнейшим событием в истории The Wilderness Society. Марди Мюри и Элис Занисер стояли рядом с Джонсоном во время подписания. С этим законом власти США обеспечили постоянную охрану природным территориям и сохранение их для будущих поколений.

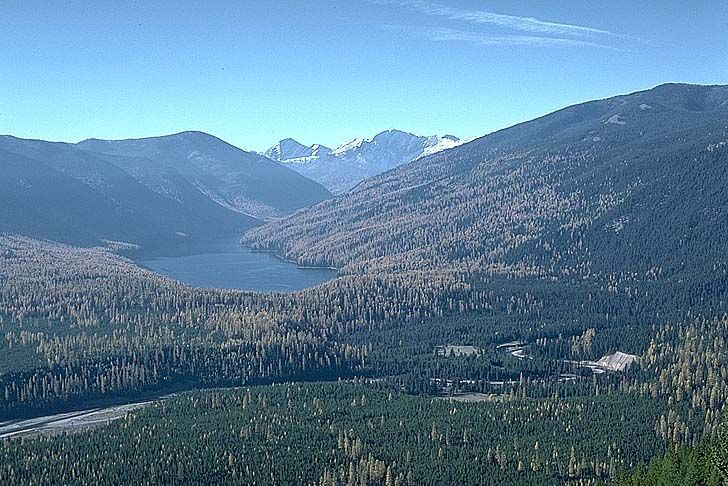
Озеро Биг-Салмон в заповеднике Bob Marshall Wilderness

Также в 1964 году был создан заповедник, названный именем Боба Маршалла — Bob Marshall Wilderness, расположенный на территориях национальных лесов Флатхед и Льюис и Кларк в штате Монтана. До этого на данной территории располагались две ООПТ с более низким охранным статусом: South Fork, Pentagon и Sun River Primitive Areas. Площадь Bob Marshall Wilderness составляет миллион акров (4000 км²), и это одна из наиболее хорошо сохранившихся экосистем в мире. В соответствии с «Законом о дикой природе» в этом заповеднике нет дорог, запрещены не только рубка леса и добыча полезных ископаемых, но также использование любых моторных и безмоторных машин, включая велосипеды и дельтапланы. Пеший туризм, установка палаточных лагерей и рыбная ловля могут допускаться при наличии соответствующего разрешения. В Bob Marshall Wilderness и соседних ООПТ — Scapegoat и Great Bear Wilderness — обитают гризли, рыси, пумы, волки, чёрные медведи, лоси, вапити и ещё многие виды млекопитающих, птиц и растений.
В 2008 году Совет Адирондака (англ. Adirondack Council) предложил властям штата Нью-Йорк создать на западе Андрондака около озера Кранберри новый заповедник, «дикую навсегда» территорию площадью 1655 км² под названием Bob Marshall Great Wilderness. Если она будет создана, это будет крупнейший резерват дикой природы на хребте Адирондак.

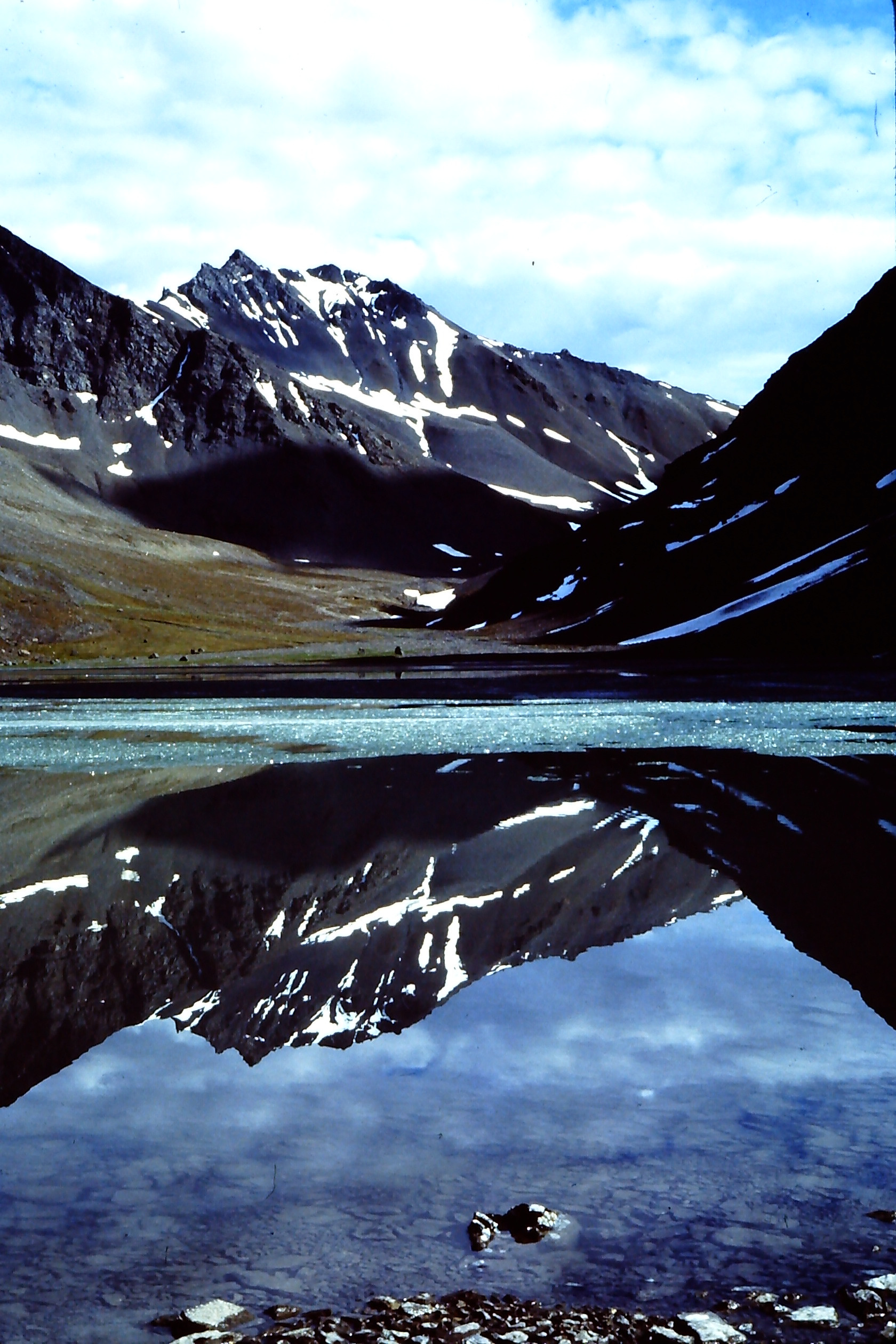
Озеро Маршалл

Имя Боба Маршалла уже носят гора Маршалл хребта Адирондак, кемпинг Camp Bob Marshall в Блэк-Хилс и заполярное озеро Маршалл (Marshall Lake) на хребте Брукс на Аляске.
The Wilderness Society учредило премию, названную именем Боба Маршалла — Robert Marshall Award. Первым лауреатом стал Сигурд Фердинанд Олсон, получивший её в 1981 году. Колледж лесоводства и охраны окружающей среды Нью-Йоркского государственного университета (англ. State University of New York College of Environmental Science and Forestry (SUNY-ESF)) учредил стипендию имени Боба Маршалла по управлению и охране дикой природы (Bob Marshall Fellowship in wilderness management and policy studies), которая присуждается студентам старших курсов и преподавателям, проводящим исследованиями в области управления рекреационными ресурсами; для этого при колледже создан «Доходный фонд имени Боба Маршалла» (Bob Marshall Endowed Fund). Имя Боба Маршалла носит и студенческий клуб отдыха и туризма (англ. outing club) в этом же колледже. Актовый зал колледжа назван Marshall Hall в честь отца Боба Маршалла — Луиса, а у входа в этот зал установлена бронзовая памятная доска, напоминающая о том огромном вкладе, который внёс Боб Маршалл в дело охраны дикой природы.

## Пояснения
1. ↑  англ. entered a world of freedom and informality, of living plants and spaces, of fresh greens and exhilarating blues, of giant, slender pines and delicate pink twinflowers, of deer and mosquitoes, of fishing and guide boats and tramps through the woods
2. ↑  англ. always doing something no one else would ever think of doing. He was constantly rating things—the Adirondack peaks, his best days with George, and dozens of others.
3. ↑  англ. the Champion Pond Hound of all time, a lad with a mania for statistics and shinnying mountain peaks, the boy who will go five miles [8 km] around to find something to wade thru. And the man who is rear chainman for Bob will have to hump or get wet, and probably both. «Прудовыми гончими» (Pond Hound), видимо, называли участников студенческих состязаний в беге по пересечённой местности с водными преградами.
4. ↑  англ. 18 to 20 hours a day as time-keeper, Chief of Commissary, Camp Boss, and Inspector of the fire line
5. ↑  англ. There is just one hope of repulsing the tyrannical ambition of civilization to conquer every niche on the whole earth. That hope is the organization of spirited people who will fight for the freedom of the wilderness.
6. ↑  англ. the happiest civilization of which I have knowledge
7. ↑  англ. I wish very sincerely that Socialism would be put into effect right away and the profit system eliminated
8. ↑  англ. best way to ensure both the sustainability of the forest industry and the preservation of wilderness
9. ↑  англ. Bob's death shattered me and was the most traumatic event in my life
10. ↑  англ. the theory of production for use and not for profit
11. ↑  англ. safeguarding and advancement of the cause of civil liberties
12. ↑  англ. preservation of the wilderness conditions in outdoor America
13. ↑  англ. numerous accounts of his hikes in the High Peaks and the vast wild region south of Cranberry Lake, spirited defenses of the state's forever-wild Forest Preserve, a charming portrait of Herb Clark, and excerpts from an unpublished novel set partly in the Adirondacks
14. ↑  Прим. перев.: сложно перевести на русский англ. community of life — букв. «сообщество жизни». По смыслу имеется в виду цельная экосистема дикой природы на той или иной ООПТ, биогеоценоз.

## Список литературы
- Bob Marshall in the Adirondacks: Writings of a Pioneering Peak-Bagger, Pond-Hopper and Wilderness Preservationist / Brown, Phil (ed). — Saranac Lake, New York: Lost Pond Press, 2006. — ISBN 0-9789254-0-8..
- Borneman, Walter R. Alaska: Saga of a Bold Land. — New York: HarperCollins, 2003. — ISBN 0-06-050307-6.
- Catton, Theodore. Inhabited Wilderness: Indians, Eskimos, and National Parks in Alaska. — University of New Mexico, 1997. — ISBN 978-0-8263-1827-5.
- Fox, Stephen. We Want No Straddlers (англ.) // Wilderness. — 1984. — July (no. 48.167). — P. 5—19.
- Glover, James M. A Wilderness Original: The Life of Bob Marshall. — Seattle: The Mountaineers, 1986. — ISBN 0-89886-121-7.
- Glover, James M., and Regina B. Glover. Robert Marshall: Portrait of a Liberal Forester (англ.) // Journal of Forest History. — 1986. — P. 112—119.
- Graham, Frank Jr. The Adirondack Park: A Political History. — New York: Альфред Кнопф, 1978.
- Marshall, George. Adirondacks to Alaska: A Biographical Sketch of Robert Marshall (англ.) // Ad-i-Ron-Dac. — 1951. — No. XV(3). — P. 44—45, 59..
- Marshall, George. 1951. Bibliography of Robert Marshall, 1901–1939, With Reviews of His Published Works and Biographical Appreciations (англ.) // The Living Wilderness. — 1951. — P. 20—23.
- Marshall, George. Bibliography of Robert Marshall: A Supplement (англ.) // The Living Wilderness. — 1954. — P. 31—35.
- Nash, Roderick. Wilderness and the American Mind. — New Haven, Conn: Yale University Press, 1987. — ISBN 978-0-300-02910-9.
- Nash, Roderick F. Wilderness and the American Mind. — 4th ed.. — New Haven: Yale University Press, 2001. — ISBN 978-0-300-09122-9.
- Shabecoff, Philip. A Fierce Green Fire: The American Environmental Movement. — Washington: Island Press, 2003. — ISBN 1-55963-437-5.
- Sutter, Paul S. Driven Wild: How the Fight against Automobiles Launched the Modern Wilderness Movement. — Seattle: University of Washington press, 2002. — ISBN 0-295-98219-5..
- Vickery, Jim. Wilderness Visionaries. — Merrillville, Ind.: ICS Books, 1986. — ISBN 1-55971-435-2.
- Zeveloff, Samuel I. Wilderness Tapestry: An Eclectic Approach to Preservation (англ.). — Reno: University of Nevada Press, 1992. — ISBN 978-0-87417-200-3.